# アイリク・バッケ
アイリク・バッケ（Eirik Bakke, 1977年9月13日 - ）は、ノルウェー・ソグンダル出身の元ノルウェー代表サッカー選手。現役時代のポジションは、ミッドフィルダー。エイリク・バッケとも表記される。

## 経歴

### クラブ

#### 初期
元サッカー選手の父Sveinの息子としてソグンダルに誕生したバッケは、かつて父が在籍したソグンダル・フォトバルでキャリアを始め、99試合に出場した。

#### イングランド
1999年に移籍金175万ポンドでイングランド1部のリーズ・ユナイテッドAFCと契約を締結してから、2004年にクラブが2部へと降格後も負傷や不調によりなかなか地位を確立出来ずにいた。その後も膝の負傷の再発から状況は芳しくなく、2004-05シーズン開幕前に十字靭帯を損傷したことによりシーズン長期離脱が決定し、2005年2月には膝の炎症から手術を行った。負傷から復帰後の8月に2006年1月31日までの期限付き移籍したアストン・ヴィラFCでは、かつてリーズで指導を受けたデヴィッド・オレアリー監督に再会することとなり、ヴィラでの働きが認められオレアリー監督からシーズン終了までの延長を望まれていたが、クラブ首脳陣からの信頼を勝ち取ることが出来ず、延長されなかったどころから1月18日に早期契約解消となった。
リーズへ復帰し、2006年8月27日にはシェフィールド・ウェンズデイFC戦に出場していたが、ファンやメディアから移籍の憶測が飛び交い、29日にバッケはリーズでプレーすることはないと公式発表された。しかし、当面はノルウェーに帰国する意思がなかったバッケはリーズに留まり練習を続けていた。このシーズン序盤での突如とした放出は財政難によりバッケの高年俸が相当な負担となったものだった。

#### ノルウェー
ノルウェーへ帰国したバッケは、2006年8月31日にSKブランと2年契約を締結し、9月11日のスターベクIF戦（2-1勝利）で初出場を飾った。2007年シーズンは負傷の問題によりリザーブチームからの開始となったバッケは、6月26日にトップチームで出場し、8月11日にライバルのローゼンボリBK相手に決勝点を挙げた。2008年には契約を2010年まで延長した。
2010年10月26日に古巣のソグンダル・フォトバルと2011年シーズンからの3年契約を締結。2012年11月21日に現役引退を表明した。

### 代表
U-21代表では中心選手として26試合に出場し、主将を務めていた。
1999年1月20日にイスラエルとの親善試合でエギル・オステンスタッド（en）に代わりA代表初出場を飾り、2008年3月26日のモンテネグロとの親善試合でマーティン・アンドレセン（en）に代わり途中出場したのが最後の試合だった。

### 監督
2015年より、ソグンダルの監督に就任した。

## タイトル
選手時代
SKブラン
- エリテセリエン : 2007

ソグナル・フトボール
- アデコリーガエン : 1993

指導者時代
ソグナル・フトボール
- アデコリーガエン : 2015